# Yohei Sato
Yohei Sato (født 22. november 1972) er en tidligere japansk fodboldspiller.
Han har spillet for flere forskellige klubber i sin karriere, herunder Kashima Antlers, Consadole Sapporo og Júbilo Iwata.